# Weldon Spring Heights
Weldon Spring Heights és una població dels Estats Units a l'estat de Missouri. Segons el cens del 2000 tenia 79 habitants.

## Demografia
Segons el cens del 2000, Weldon Spring Heights tenia 79 habitants, 32 habitatges, i 27 famílies. La densitat de població era de 338,9 habitants per km².
Dels 32 habitatges en un 21,9% hi vivien nens de menys de 18 anys, en un 75% hi vivien parelles casades, en un 6,3% dones solteres, i en un 15,6% no eren unitats familiars. En el 12,5% dels habitatges hi vivien persones soles el 9,4% de les quals corresponia a persones de 65 anys o més que vivien soles. El nombre mitjà de persones vivint en cada habitatge era de 2,47 i el nombre mitjà de persones que vivien en cada família era de 2,67.
Per edats la població es repartia de la següent manera: un 20,3% tenia menys de 18 anys, un 3,8% entre 18 i 24, un 20,3% entre 25 i 44, un 34,2% de 45 a 60 i un 21,5% 65 anys o més.
L'edat mediana era de 46 anys. Per cada 100 dones de 18 o més anys hi havia 103,2 homes.
La renda mediana per habitatge era de 60.625 $ i la renda mediana per família de 78.644 $. Els homes tenien una renda mediana de 38.750 $ mentre que les dones 43.750 $. La renda per capita de la població era de 25.627 $. Cap de les famílies i el 4,9% de la població estaven per davall del llindar de pobresa.

## Poblacions més properes
El següent diagrama mostra les poblacions més properes.